# LOSER/三銃士
『LOSER/三銃士』（ルーザー/さんじゅうし）は、日本の男性アイドルグループ・NEWSの通算29作目となるシングル。2022年6月15日にJohnny's Entertainment Recordから発売。

## 概要
「LOSER」はテレビ東京系連続ドラマ『吉祥寺ルーザーズ』オープニングテーマ。敗者をテーマとしたメッセージソングであり、歌詞も「立ち上がれ」「這い上がれ」「涙、晴れるさ」といったような、普通よりもマイナスの状態にある人にこそ響く内容となっている。衣装は増田がデザインしており、ジャケットもモノトーンの世界観でクールな雰囲気が漂う。
「三銃士」は各所でカッティングギターやストリングスのサウンドが聴こえる軽快なメロディのアッパーチューン。歌詞はメンバー3人を三銃士に見立てて書かれており、「3000年先でもきっと」「まだ見ぬ世界へ」といった明るくファンタジックな内容が並ぶ。また、ジャケットもカラフルでポップ、MVもメンバーが肩を組んで笑顔で歌うような、「LOSER」とは対照的な楽曲となっている。

## リリース
初回"LOSER"盤（CD+Blu-ray/CD+DVD）・初回“三銃士”盤（CD+Blu-ray/CD+DVD）・通常盤（CD）の3仕様5形態で発売。
3仕様同時購入特典として、「LOSER/三銃士」視聴シリアルコード入りポストカードを収録。2022年6月14日11時00分から同月19日23時59分までにシリアルコードを登録すると、特典映像「LOSERになるな！立ち上がれ三銃士 in シェアハウス！」が視聴できる。また、この視聴シリアルコード入りポストカードは、NEWSの次作発売商品（のちに『音楽』と判明）との連動キャンペーンにも必要とされた。
特典として、初回"LOSER"盤・初回“三銃士”盤にはそれぞれ異なるデザインの6面12Pジャケットを収録。通常盤には"LOSER"デザインと“三銃士”デザイン2種類を着せ替えできる、4面8P “LOSER×三銃士”リバーシブルジャケットを収録（初回プレスと通常プレスでデザインが異なる）。

## 収録曲

### CD
初回"LOSER"盤
1. LOSER
作詞・作曲：ヒロイズム、編曲：石塚知生・U-KIRIN
  - 増田貴久主演 テレビ東京系 ドラマプレミア23『吉祥寺ルーザーズ』オープニングテーマ

2. 三銃士
作詞・作曲：GReeeeN、編曲：CHOKKAKU
シングル収録曲としては「weeeek」以来となるGReeeeNからの提供曲。
3. (0,0,0)
作詞：篠原とまと、作曲・編曲：伊藤賢・辻村有記
「スリーオーブラック」と読む。

初回“三銃士”盤
1. 三銃士
2. LOSER
3. CANVAS
作詞・作曲：ヒロイズム、編曲：ヒロイズム・石成正人

通常盤（初回プレス含む）
1. LOSER
2. 三銃士
3. TOKYO SUMMER
作詞・作曲・編曲：ヒロイズム
4. Deeper & Deeper
作詞：栗原暁（Jazzin' park）、作曲：☆Taku Takahashi（m-flo・block.fm）・栗原暁、編曲：☆Taku Takahashi
現代的なクラブ仕様のサウンド。
5. LOSER（オリジナル・カラオケ）
6. 三銃士（オリジナル・カラオケ）
7. TOKYO SUMMER（オリジナル・カラオケ）
8. Deeper & Deeper（オリジナル・カラオケ）

### Blu-ray/DVD
初回"LOSER"盤
- LOSER（Music Video & Making）

初回“三銃士”盤
- 三銃士（Music Video & Making）

## 収録映像作品
LOSER
- NEWS LIVE TOUR 2022 音楽
- NEWS 20th Anniversary LIVE 2023 in TOKYO DOME BEST HIT PARADE!!! 〜シングル全部やっちゃいます〜

三銃士
- NEWS LIVE TOUR 2022 音楽
- NEWS 20th Anniversary LIVE 2023 NEWS EXPO
- NEWS 20th Anniversary LIVE 2023 in TOKYO DOME BEST HIT PARADE!!! 〜シングル全部やっちゃいます〜

CANVAS
- NEWS EXPO(初回盤B「PREMIUM LIVE 2」)

TOKYO SUMMER
- NEWS EXPO(初回盤B「PREMIUM LIVE 2」)

## チャート成績
初週に13.2万枚を売り上げ、2022年6月27日付の「オリコン週間シングルランキング」で初登場1位を獲得した。これで、デビューシングル『希望〜Yell〜』から29作連続の同ランキング1位獲得となった。